# Aileen Ward
Pour les articles homonymes, voir Ward.
Aileen Ward (née le 1er avril 1919 et morte le 31 mai 2016 ), est une professeure de littérature anglaise, lauréate d'un National Book Award du Prix Rose Mary Crawshay et d'un prix Duff Cooper Memorial pour son livre John Keats: The Making of a Poet. Elle est particulièrement réputée pour ses œuvres biographiques sur le poète britannique John Keats.

## Biographie

### Jeunesse
Aileen Coursen Ward est née le 1er avril 1919 à Newark (New Jersey) et grandit à Summit. Son père, Waldron, est juriste et sa mère est née Aline Coursen.
Elle étudie la littérature anglaise au Smith College en 1940, elle poursuit ses études à Radcliffe College, où elle réussit sa maitrise en 1942 puis son doctorat en 1953. Sa thèse portait sur la métaphore poétique.

### Carrière universitaire
Aileen Ward enseigne à Wellesley College — où elle croise Vladimir Nabokov qui y enseignait le russe — et Barnard College, établissements réservés aux femmes. Elle rejoint le Vassar College en 1954. Elle enseigne ensuite à Sarah Lawrence College, à l'Université Brandeis et à l'Université de New York. Elle prend sa retraite en 1990.
Ward passe neuf ans sur son livre John Keats: The Making of a Poet qui remporte deux prix majeurs : en 1964 un National Book Award (dans la catégorie d'arts et lettres (hors fiction)) et, en 1963, le prix Duff Cooper Memorial. Avec ce livre, elle remporte également le prix Rose Mary Crawshay qui récompense les universitaires féminines.
En 1966, elle reçoit une bourse Guggenheim. Elle a été élue Fellow en 2000 par l'Académie américaine des arts et des sciences. Elle a été impliquée pendant de nombreuses années dans la direction de la colonie d'artistes Yaddo.

## Décès
Aileen Ward meurt le 31 mai 2016 à 97 ans à Santa Monica. Elle travaillait encore sur la biographie de William Blake commencée depuis près de 50 ans.